# Шато Рише (Квебек)
Шато Рише (фр. Château-Richer) је град у Канади у покрајини Квебек. Према резултатима пописа 2011. у граду је живело 3.834 становника.

## Становништво
Према резултатима пописа становништва из 2011. у граду је живело 3.834 становника, што је за 7,6% више у односу на попис из 2006. када је регистровано 3.563 житеља.
| 2006. | 2011. |
| ----- | ----- |
| 3.563 | 3.834 |